# Samson (fiume)
Il Samson è un piccolo fiume del Belgio che scorre nella regione del Condroz nella provincia di Namur (Vallonia). È un affluente della riva destra della Mosa, che vi confluisce a Namêche entità di Andenne.

## Corso
Il Samson irriga in particolare la località di Faulx-les-Tombes (oggi parte del comune di Gesves dove porta il nome locale di Houyoux e precedentemente Gengeavia) e fa girare il mulino dell'antica abbazia di Grandpré. Passa poi a Goyet e poi a Thon-Samson dove scorre ai piedi della roccia e della fortezza di Samson prima di unirsi alla Mosa.